# ヴァレンチーナ・シャツカヤ
ヴァレンチーナ・ニコラーエヴナ・シャツカヤ（ロシア語: Валентина Николаевна Шацкая, ラテン文字転写: Valentyna Nikolajewna Shatskaja、1882年 6月7日（ユリウス暦5月26日）- 1978年 3月7日 ）は、旧ロシア、ソビエト連邦の教育者、教育学者。トヴェリ出身。モスクワ音楽院を卒業。のちに同院の教授に就任。美育の諸問題を研究した。

## 生涯
- 1882年、トヴェリに生まれる。
- 1905年、モスクワ音楽院ピアノ科を卒業。以後、セツルメント協会、「子どもの労働と休息」協会でシャツキーらと活動する。
- 1906年、シャツキーと結婚。
- 1911年、夫とともにカルーガ県北部に夏期労働コローニヤ「元気な生活」を開設。
- 1915年、夫との共著『元気な生活』を出版。
- 1919年より1932年、国民教育第一実験所の組織者となる。
- 1932年以降、モスクワ音楽院その他で教鞭をとる。のちに同院の教授、院長に就任。
- 1944年、ロシア共和国（1966年からはソビエト連邦）教育科学アカデミーで研究。
- 1947年より1962年、教育科学アカデミー芸術教育研究所長。
- 1978年、モスクワにて死去[2]。

## 論文
- 「ソビエトの学童の美育の課題と内容」（1957年）（日本語訳、ソ教研北海道協議会研究者集団訳、明治図書出版『ソビエト教育科学』第16号1964年）

## 著書
- 『幼稚園における音楽』（1919年）
- 『学校における音楽』（1950年）
- 『学校における美育の思想的－政治的水準の向上』（1950年）

日本語訳書
- シャツキー・シャツカヤ共著『教育農場―ボードラヤ・ジーズニの記録』森重義彰訳、明治図書出版、1984年